# Halmaherabuulbuul
De halmaherabuulbuul (Hypsipetes chloris) is een zangvogel uit de familie Pycnonotidae (buulbuuls).

## Kenmerken
De soort behoort tot een soortencomplex waartoe H. affinis, H. platenae, H. aureus, H. harterti, H. longirostris, H. chloris en H. lucasi behoren. Dit zijn van boven olijfgroen gekleurde buulbuuls met een gele borst en buik.

## Verspreiding en leefgebied
De halmaherabuulbuul komt voor op Morotai, Halmahera en de Batjaneilanden (noordelijk Molukken).

## Status
De grootte van de populatie is niet gekwantificeerd maar de soort wordt omschreven als algemeen tot zeer algemeen. Op de Rode lijst van de IUCN heeft deze soort de status niet bedreigd.